# H-Theorem
Das Boltzmannsche H-Theorem erlaubt es, in der kinetischen Gastheorie die Maxwell-Boltzmann-Verteilung zu finden und die Entropie zu definieren. Es handelt sich damit um eine zentrale Aussage in der kinetischen Gastheorie. Das H-Theorem kann dazu herangezogen werden um den Vorgang der Equilibrierung eines Systems zu beschreiben, welcher insbesondere im Nichtgleichgewicht abläuft.
Das H-Theorem wird auch Eta-Theorem genannt, weil mit dem Symbol H statt des lateinischen Buchstabens H, der nicht für die Enthalpie steht, auch der oft gleich aussehende, griechische Buchstabe Eta gemeint sein könnte. Wie das Symbol zu verstehen ist, wird seit langem diskutiert und bleibt mangels schriftlicher Belege aus der Entstehungszeit des Theorems ungeklärt. Einige Hinweise sprechen aber für die Interpretation als Eta.

## Aussage
Der Inhalt des H-Theorems besteht in einer Aussage über die Größe {\displaystyle H},
{\displaystyle H(t):=-\int \mathrm {d} ^{3}v\cdot f({\vec {v}},t)\ln f({\vec {v}},t)},
wobei {\displaystyle f} die Boltzmann-Verteilungsfunktion ist, die die Teilchenzahl in einem Volumenelement des Phasenraums {\displaystyle \mathrm {d} ^{3}v} bei {\displaystyle ({\vec {x}},{\vec {v}})} angibt. Dabei werden als Konsequenz des thermodynamischen Limes Effekte an der Oberfläche des betrachteten Volumens vernachlässigt sowie Freiheit von äußeren Kräften angenommen und damit eine {\displaystyle {\vec {x}}}-Unabhängigkeit von {\displaystyle f} begründet.
Der Ansatz für {\displaystyle H} kann je nach Problemstellung variiert werden; für ein Gemisch aus zwei Gasen {\displaystyle A} und {\displaystyle B} ist etwa der Ansatz
{\displaystyle H=H_{A}+H_{B}}
sinnvoll, wo {\displaystyle H_{A}} und {\displaystyle H_{B}} das oben definierte {\displaystyle H} mit den Verteilungsfunktionen für {\displaystyle A} und {\displaystyle B} ist.
Mit Hilfe der Boltzmann-Gleichung und der Annahme verschwindender äußerer Kräfte berechnet sich die zeitliche Ableitung von {\displaystyle H} als
{\displaystyle \partial _{t}H=-\int \mathrm {d} ^{3}v_{1}\cdot \mathrm {d} ^{3}v_{2}\cdot \mathrm {d} \Omega \ {\frac {\mathrm {d} \sigma }{\mathrm {d} \Omega }}\ |{\vec {v}}_{1}-{\vec {v}}_{2}|\ (f_{1}f_{2}-f'_{1}f'_{2})\left[\ln(f'_{2}f'_{1})-\ln(f_{2}f_{1})\right]}.
mit
- {\displaystyle f_{i}':=f({\vec {v}}_{i}')}
- {\displaystyle {\vec {v}}_{1}} und {\displaystyle {\vec {v}}_{2}} bezeichnen die Geschwindigkeiten zweier Stoßteilchen vor dem Stoß,

die gestrichenen Varianten ihre Geschwindigkeiten nach dem Stoß
- {\displaystyle {\frac {\mathrm {d} \sigma }{\mathrm {d} \Omega }}} ist der differenzielle Wirkungsquerschnitt der Stoßteilchen.

Aus der Form von {\displaystyle \partial _{t}H} sehen wir die Aussage des H-Theorems:
{\displaystyle {\frac {\mathrm {d} H}{\mathrm {d} t}}\geq 0},
woraus folgt, dass {\displaystyle H(t)} eine monotone Funktion ist.

## Folgerungen

### Gleichgewichtsverteilung
Im Gleichgewichtsfall muss offensichtlich {\displaystyle \partial _{t}H=0} gelten. Aus der Form von {\displaystyle \partial _{t}H} erkennt man, dass {\displaystyle \ln f} dann eine Erhaltungsgröße in den auftretenden Stößen sein muss. Nimmt man an, dass es sich dabei um eine Linearkombination der folgenden bekannten Erhaltungsgrößen des Stoßes handelt:
- Masse {\displaystyle m} der Stoßteilchen
- Gesamtimpuls {\displaystyle m{\vec {v}}} und
- Gesamtenergie {\displaystyle m{\vec {v}}\,^{2}/2},

so erhält man daraus die Maxwell-Boltzmann-Verteilung
{\displaystyle f=C\cdot \mathrm {\exp(} -A({\vec {v}}-{\vec {v}}_{0})^{2})}
mit den Konstanten {\displaystyle C}, {\displaystyle A} und {\displaystyle {\vec {v}}_{0}}.

### Entropie
Aus dem H-Theorem folgt, dass H eine monoton wachsende Größe ist, wie dies für eine Entropie vonnöten ist. Definiert man
{\displaystyle S:=k\cdot H_{0}\cdot V}
mit
- {\displaystyle k} die Boltzmannkonstante
- {\displaystyle H_{0}} die Größe {\displaystyle H} für die Gleichgewichtsverteilung und
- {\displaystyle V} das Volumen des Gases,

so erhält man eine extensive Zustandsgröße, die mit der Zeit monoton wächst: eine Entropie.

## Verallgemeinerungen
Es existieren Verallgemeinerungen für das H-Theorem, unter anderem das Relaxationstheorem.